# Eaubonne
Eaubonne egy község Franciaországban. Lakosainak száma 25 934 fő (2022. január 1.).

## Földrajza
Eaubonne Montlignon, Saint-Gratien, Andilly, Ermont, Margency, Saint-Prix és Soisy-sous-Montmorency községekkel határos.

## Testvértelepülések
- Vălenii de Munte
- Matlock
- Budenheim
- Isola della Scala